# Прокопиу, Стефан
Стефан (Штефан) Прокопиу (рум. Ștefan Procopiu; 19 января 1890, Бырлад, ныне в жудеце Васлуй, Румынии — 22 августа 1972, Яссы) — румынский физик, педагог, профессор (1926), доктор физико-математических наук (1924), действительный член Румынской академии (1955). Лауреат Государственной премии Социалистической Республики Румыния (1964).

## Биография
С 1908 по 1912 обучался в Ясском университете им. А. И. Кузы.
В 1913—1919 работал ассистентом Бухарестского университета. В 1919 в качестве стипендиата отправлен во Францию, где в Парижском университете слушал лекции Габриэля Липпмана, Марии Склодовской-Кюри, Поля Ланжевена и других известных физиков.
В марте 1924 получил научную степень доктора физико-математических наук. Вернувшись на родину с января 1925 года — профессор гравитации, тепла и электричества в Ясском университете. Находился на этом посту до выхода на пенсию в 1962 году. Тогда же был назначен профессором Ясского технического университета им. Г. Асаки.
С июня 1948 года — член-корреспондент, а с июля 1955 года — действительный член Румынской академии.
Стефан Прокопиу дважды становился членом комитета по присуждению Нобелевской премии.

## Научная деятельность
Работы посвящены электромагнетизму, термодинамике, электрохимии, оптике, магнетизму, спектроскопии.
В 1911 году впервые обнаружил и рассчитал Магнетон Бора, названный в честь Нильса Бора.

## Награды
- В 1964 году был удостоен Государственной премии Социалистической Республики Румыния.
- Орден Труда,
- Орден Звезды Румынии
- Орден «За научные заслуги».